# Mark Milligan
Mark Milligan (* 4. August 1985 in Sydney) ist ein australischer Fußballspieler. Er absolvierte 80 Länderspiele für die australische Fußballnationalmannschaft, die er zeitweise als Kapitän anführte. Mit den Socceroos nahm er zwischen 2006 und 2018 an vier Fußball-Weltmeisterschaften teil und wurde 2015 Asienmeister.
Auf Vereinsebene spielte Milligan neben vielen Stationen in Australien auch bei verschiedenen Vereinen in Asien und Europa. Derzeit steht er beim australischen Macarthur FC unter Vertrag.

## Karriere

### Verein
Der Defensivallrounder spielte zunächst in der Innen- oder Außenverteidigung, kam aber im späteren Verlauf seiner Karriere meist im defensiven Mittelfeld zum Einsatz. Er begann seine Karriere in der australischen zweiten und ersten Liga bei den Parramatta Eagles, dem Northern Spirit FC und den Blacktown City Demons, allesamt Vereine aus der Region Sydney. Mit Einführung der A-League 2005 wechselte er zum späteren Meister Sydney FC, wo er eine durchwachsene Saison hatte. Nach einer langen Zwangspause wegen einer Operation entwickelte er sich in den letzten Spielen der Saison zum Leistungsträger. Ausgerechnet das Meisterschaftsfinale verpasste er, weil er nach einer Gelbsperre aussetzen musste.
Nach Ablauf seines Vertrags in Sydney 2008 war Milligan mehrere Monate lang vereinslos und absolvierte in dieser Zeit mehrere Probetrainings bei europäischen Vereinen, darunter auch beim Bundesligisten Werder Bremen. Seine langwierige und letztlich erfolglose Vereinssuche in Europa brachte ihm zwischenzeitlich Ärger mit dem australischen Fußballverband ein, da er dafür ein Trainingscamp der australischen U-23-Mannschaft ausfallen ließ. Im Oktober 2008 schloss er sich schließlich den heimischen Newcastle United Jets an. Anfang Februar 2009 wechselte er erstmals im Ausland, zum chinesischen Erstligisten Shanghai Shenhua, wo er einen Dreijahresvertrag unterzeichnete. Mitte 2010 zog er nach Japan zum Zweitligisten JEF United weiter.
Nachdem er bereits Anfang 2012 auf Leihbasis wieder in Australien für Melbourne Victory gespielt hatte, kehrte er Mitte des Jahres dauerhaft in die A-League zurück und unterzeichnete einen Dreijahresvertrag mit Melbourne Victory. Milligan wurde 2013 vom späteren australischen Nationalcoach Ange Postecoglou zum Mannschaftskapitän ernannt und wurde in seiner Zeit in Melbourne zweimal in die A-League-Mannschaft des Jahres gewählt. 2015 wurde er mit dem Verein zudem australischer Meister und Pokalsieger. Milligan selbst wurde in jenem Jahr als bester Spieler des Meisterschaftsfinales mit der Joe Marston Medal ausgezeichnet.
Die folgenden fünf Jahre verbrachte Milligan überwiegend im Ausland. Nach zwei Jahren beim Baniyas SC aus Abu Dhabi folgte eine Rückkehr zu Melbourne Victory für die zweite Jahreshälfte 2017. Das anschließende halbe Jahr spielte er erneut auf der arabischen Halbinsel bei al-Ahli aus Saudi-Arabien. Zur Saison 2018/19 gelang Milligan nach mehreren gescheiterten Transfers im Laufe seiner Karriere der langersehnte Sprung nach Europa und er unterschrieb beim Hibernian FC aus der schottischen Hauptstadt Edinburgh. Nach einem erfolgreichen ersten Jahr wurde sein Vertrag seitens des Vereins aufgelöst. In der Folgesaison spielte er als Kapitän beim englischen Drittligisten Southend United, mit dem er nach einem frühzeitigen Saisonende infolge der COVID-19-Pandemie als Zweitletzter der Tabelle abstieg.
2020 kehrte er nach Australien zum neugegründeten A-League-Verein Macarthur FC aus Sydney zurück. Er unterzeichnete einen Vierjahresvertrag, wobei für die letzten beiden Jahre eine Trainerposition vorgesehen ist.

### Nationalmannschaft
Milligan war Stammspieler in der australischen U20-Auswahl, mit der er 2005 die U20-Ozeanienmeisterschaft gewann und anschließend an der Juniorenweltmeisterschaft in den Niederlanden teilnahm. Die U23-Auswahl führte er als Mannschaftskapitän zum olympischen Fußballturnier 2008 in China, bei dem er mit der Mannschaft in der Vorrunde ausschied.
Nach guten Leistungen sowohl in der Juniorennationalmannschaft als auch für den Sydney FC in den A-League-Playoffs wurde Milligan von Nationaltrainer Guus Hiddink in den Kader für die Fußball-Weltmeisterschaft 2006 in Deutschland berufen. Er war der jüngste und neben Michael Beauchamp einzige A-League-Spieler der australischen Mannschaft. In der Turniervorbereitung gab er in einem Testspiel gegen Liechtenstein sein Debüt für die A-Nationalmannschaft. Zu einem Einsatz bei Australiens erster WM-Teilnahme seit 1974 kam er jedoch nicht.
Bis 2011 kam Milligan nur sporadisch zu Einsätzen für die Socceroos. Er nahm aber in dieser Zeit an mehreren bedeutenden Turnieren teil. So war sein erst fünftes Länderspiel das Viertelfinale der Asienmeisterschaft 2007 gegen Japan, bei dem er über die volle Spielzeit spielte. Ein Fehler Milligans führte zum Ausgleich Japans und er schied mit seiner Mannschaft im Elfmeterschießen aus. 2010 nahm er beim Turnier in Südafrika bereits an seiner zweiten Weltmeisterschaft teil und blieb erneut ohne WM-Einsatz. Für die Asienmeisterschaft 2011 wurde Milligan nicht nominiert. Bei seinem einzigen Einsatz in der Qualifikation für das Turnier hatte er im Spiel gegen Indonesien das entscheidende 1:0 geschossen, das Australien die Teilnahme sicherte. Es war gleichzeitig sein erstes Länderspieltor.
Regulärer Bestandteil des Nationalteams wurde er erst in seiner Zeit bei Melbourne Victory unter dem deutschen Nationaltrainer Holger Osieck. So war er auch bei der WM 2014 in Brasilien als Stammspieler vorgesehen, fehlte aber nach seinem Einsatz im ersten Gruppenspiel bei der 1:3-Niederlage gegen Chile verletzungsbedingt. 2015 gewann er mit Australien die Asienmeisterschaft im eigenen Land und spielte bis auf das erste Spiel in jeder Partie. In der Qualifikation für die Fußball-Weltmeisterschaft 2018 war er Stammspieler und auch beim Confederations Cup 2017 stand er in allen drei Partien Australiens in der Startformation. Bei letzterem Turnier war Milligan Kapitän der Mannschaft und erzielte beim 1:1 gegen Kamerun per Elfmeter das Ausgleichstor. Australien schied unter anderem durch eine Niederlage gegen die deutsche Fußballnationalmannschaft nach der Vorrunde aus. 2018, bei seiner vierten WM-Teilnahme in Russland, verpasste Milligan keine Minute. Neben Tim Cahill war Milligan der einzige Spieler, der bei allen vier Weltmeisterschaften Australiens seit 2006 im Kader stand. Im Gegensatz zu Cahill, der bei jedem Turnier zum Einsatz kam, war es für Milligan jedoch erst die zweite Endrunde, bei der er ein Spiel absolvierte. Australien schied nach Niederlagen gegen Frankreich und Peru und einem Unentschieden gegen Dänemark zum dritten Mal in Folge in der Vorrunde aus.
Nach der Weltmeisterschaft und dem Rücktritt Mile Jedinaks wurde Milligan vom neuen Trainer Graham Arnold zum Mannschaftskapitän bestimmt. Unter Arnold war er bereits zehn Jahre vorher Kapitän der australischen Olympiamannschaft gewesen. In seiner neuen Rolle führte Milligan Australien bei seinem letzten großen Turnier, der Asienmeisterschaft 2019 bis ins Viertelfinale, in dem die Mannschaft gegen den Gastgeber, die Nationalmannschaft der Vereinigten Arabischen Emirate scheiterte. Nach einem weiteren Einsatz in der Qualifikation für die WM 2022 beendete er seine internationale Karriere Ende 2019.
Insgesamt absolvierte Milligan 80 Länderspiele, in denen er sechs Tore erzielte. 19 mal trug er die Kapitänsbinde.

## Erfolge

### Titel
- U20-Ozeanienmeister 2005
- Australischer Meister 2006 mit dem Sydney FC und 2015 mit Melbourne Victory
- Australischer Pokalsieger 2015 mit Melbourne Victory
- Asienmeister 2015

### Individuelle Auszeichnungen
- Aufnahme in die A-League-Mannschaft des Jahres 2012/13 und 2014/15
- Joe Marston Medal 2015